# Parque nacional Monte Remarkable
El Parque Nacional Monte Remarkable (Mount Remarkable National Park) es un parque nacional en Australia Meridional, ubicado a 238 km al norte de Adelaida.
- Datos: Q1141385
- Multimedia: Mount Remarkable National Park / Q1141385